# Словосложение
Словосложе́ние — способ словообразования, когда два или более полных слова (или основы) объединяются в единый комплекс, так называемое сложное слово.
Участие нескольких полных основ отличает словосложение от словопроизводства (которое применяет аффиксацию и чередование). Русский термин употребляется по крайней мере с XVIII века, когда Ломоносов в «Российской грамматике» отметил:
Сложение бывает от совокупления двух или многих речения воедино: «порука» из имени «рука» и предлога «по»; «рукомойник» от «рука» и «мо́ю».

## Типы
По характеру сложения слов выделяются:
- синтаксическое словосложение (оно же «несобственное сложение», «соположение»[2], атематическое сложение[3]), при котором в единое слово соединяются несколько слов, представляющих правильную синтаксическую конструкцию (ср. англ. blackboard — «классная доска», нем. tiefblau — «тёмно-синий», рус. Царьград, сумасшедший). Некоторые из слов, образующихся таким образом, остаются структурно близкими к словосочетаниям (например, рус. еле-еле сохраняет два ударения);
- морфологическое словосложение («собственное сложение», тематическое сложение[3]), при котором сложение производится с использованием специальных морфологических средств, не имеющих аналогов в синтаксисе (в русском языке гласные о или е: вертолёт, водовоз, землетрясение, Цареград);
- смешанное, морфолого-синтаксическое словосложение использует оба механизма («сенокос», «листопад»).